# أسكانيو سوبريرو

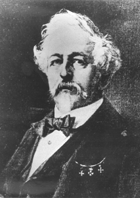
أسكانيو سوبريرو

أسكانيو سوبريرو (بالإيطالية: Ascanio Sobrero)‏ كيميائي إيطالي (12 أكتوبر 1812-26 مايو 1888)
هو العالم الإيطالي لذي قام باكتشاف النيتروغلسرين وقد طوره من بعده بعد 100 سنة العالم ألفرد نوبل.
درس الطب في تورينو وباريس ومن ثم الكيمياء في جامعة غيسن مع يبيغ جوستوس
وحصل على شهادة الدكتوراه في عام 1832. في عام 1845 أصبح أستاذا في جامعة تورينو
وخلال بحثه اكتشف النتروجليسرين. ودعا في البداية انها "pyroglycerine"،
وحذر بشدة ضد استخدامه في رسائله الخاصة وفي مقال في دورية
مشيرين إلى انه خطير للغاية ويستحيل التعامل معها.
في الواقع، كان خائفا حتى من قبل ما صنعه أنه أبقى الأمر سرا لأكثر من سنة.
كرمت واعترف دائما سوبريرو من رجل الذي كان قد اكتشف النيتروجلسرين